# Xiaomi Redmi 5
Xiaomi Redmi 5 та Redmi 5 Plus — смартфони компанії Xiaomi, що входять до серії Redmi. Їхньою особливістю став екран з невеликими рамками та відношенням сторін 18:9. Були представлені 7 грудня 2017 року в Китаї. Також в Індії Xiaomi Redmi 5 Plus продавався як Xiaomi Redmi Note 5.

## Дизайн
Екран смартфонів виконаний зі скла. Корпус Xiaomi Redmi 5 виконаний з пластику і має алюмінієву вставку на задній панелі, а корпус Redmi 5 Plus виконаний з алюмінію та має пластикові вставки зверху і знизу.
Ззаду смартфони схожі на Xiaomi Redmi Note 4.
Знизу розміщені роз'єм microUSB, динамік та стилізований під динамік мікрофон. Зверху розташовані 3.5 мм аудіороз'єм, другий мікрофон та ІЧ-порт. З лівого боку смартфона розташований гібридний слот під 2 SIM-картки або 1 SIM-картку і карту пам'яті формату microSD до 128 ГБ. З правого боку розміщені кнопки регулювання гучності та кнопка блокування смартфону. На задній панелі знаходиться сканер відбитку пальця, модуль камери та одинарний спалах в Redmi 5, або подвійний спалах у Redmi 5 Plus.
В Україні Xiaomi Redmi 5 і Redmi 5 Plus продавалися в 4 кольорах: чорному, блакитному, золотому та рожеве золото.

## Технічні характеристики

### Платформа
Xiaomi Redmi 5 отримав процесор Qualcomm Snapdragon 450 з графічним процесором Adreno 506, а Redmi 5 Plus — Snapdragon 625 з Adreno 506.

### Батарея
Xiaomi Redmi 5 отримав батарею об'ємом 3300 мА·год, а Redmi 5 Plus — 4000 мА·год.

### Камера
Смартфони отримали основну камеру 12 Мп, f/2.2 з фазовим автофокусом та фронтальну камеру на 5 Мп. Обидві вміють записувати в роздільній здатності 1080p@30fps.

### Екран
Смартфони отримали екрани типу IPS LCD  зі співвідношенням сторін 18:9. Дисплей Xiaomi Redmi 5 має діагональ 5,7", роздільну здатність HD+ (1440 × 720) та щільність пікселів 282 ppi, Redmi 5 Plus — 5,99", Full HD+ (2160 × 1080) і 403 ppi відповідно.

### Пам'ять
Xiaomi Redmi 5 продавався в комплектаціях 2/16, 3/32, 4/32 та 4/64 ГБ.
Xiaomi Redmi 5 Plus продавався в комплектаціях 3/32, 3/64 та 4/64 ГБ.

### Програмне забезпечення
Смартфони були випущені на MIUI 9, що базувалася на Android 7.1.2 Nougat. Були оновлені до MIUI 11 на базі Android 8.1 Oreo.